# Rafiki Saïd
Rafiki Saïd Ahamada (Samba M'Bodoni, 15 marzo 2001) è un calciatore comoriano, attaccante dello Standard Liegi.

## Carriera

### Club
Cresciuto nel settore giovanile del Brest, nel 2017 viene aggregato alla seconda squadra del club biancorosso in quinta divisione. Nel febbraio 2021 viene prestato allo Stade Briochin dove gioca 15 incontri in Championnat National segnando due reti.
Rientrato dal prestito al termine della stagione, il 12 settembre debutta in prima squadra in occasione dell'incontro di Ligue 1 pareggiato 1-1 contro l'Angers.
Il 22 luglio 2023 viene acquistato dal Troyes.
Il 7 luglio 2025 viene acquistato dallo Standard Liegi.

### Nazionale
Nel 2023 ha esordito nella nazionale comoriana.

## Statistiche
Statistiche aggiornate all'11 settembre 2021.

### Presenze e reti nei club
| Stagione        | Squadra         | Campionato      | Campionato | Campionato | Coppe nazionali | Coppe nazionali | Coppe nazionali | Coppe continentali | Coppe continentali | Coppe continentali | Altre coppe | Altre coppe | Altre coppe | Totale | Totale | Totale |
| Stagione        | Squadra         | Comp            | Pres       | Reti       | Comp            | Pres            | Reti            | Comp               | Pres               | Reti               | Comp        | Pres        | Reti        | Pres   | Reti   |        |
| --------------- | --------------- | --------------- | ---------- | ---------- | --------------- | --------------- | --------------- | ------------------ | ------------------ | ------------------ | ----------- | ----------- | ----------- | ------ | ------ | ------ |
| 2016-2017       | Brest 2         | CFA2            | 3          | 2          |                 | -               | -               |                    | -                  | -                  |             | -           | -           | 3      | 2      |        |
| 2017-2018       | Brest 2         | N3              | 1          | 0          |                 | -               | -               |                    | -                  | -                  |             | -           | -           | 1      | 0      |        |
| 2018-2019       | Brest 2         | N3              | 18         | 5          |                 | -               | -               |                    | -                  | -                  |             | -           | -           | 18     | 5      |        |
| 2019-2020       | Brest 2         | N3              | 18         | 7          |                 | -               | -               |                    | -                  | -                  |             | -           | -           | 18     | 7      |        |
| 2020-2021       | Brest 2         | N3              | 5          | 3          |                 | -               | -               |                    | -                  | -                  |             | -           | -           | 5      | 3      |        |
| 2020-2021       | Stade Briochin  | N               | 15         | 2          | CF              | 3               | 0               |                    | -                  | -                  |             | -           | -           | 18     | 2      |        |
| 2021-2022       | Brest 2         | N3              | 1          | 0          |                 | -               | -               |                    | -                  | -                  |             | -           | -           | 1      | 0      |        |
| 2021-2022       | Brest           | L1              | 5          | 0          | CF              | 0               | 0               |                    | -                  | -                  |             | -           | -           | 5      | 0      |        |
| Totale carriera | Totale carriera | Totale carriera | 66         | 19         |                 | 3               | 0               |                    | -                  | -                  |             | -           | -           | 69     | 19     |        |